# Hydnellum peckii
Hydnellum peckii là một loài nấm không ăn được (mặc dù không có độc), và là thành viên của chi Hydnellum trong họ Bankeraceae. Nó được tìm thấy ở Bắc Mỹ, Châu Âu, và đã được phát hiện ở Iran (2008) và Hàn Quốc (2010). Hydnellum peckii là một loài mycorrhiza (cộng sinh giữa nấm và rễ cây), và một dạng hỗ sinh với nhiều loại cây hạt kín.
Quả thể ẩm, còn non có thể "chảy" ra một chất lỏng màu đỏ tươi chứa sắc tố có chất chống đông gần giống heparin. Mặc dù quả thể non có thể dễ dàng được nhận biết, chúng trở nên nâu và khó nhận biết khi già đi.

## Phân loại và tên gọi
Loài này lần đầu tiên được mô tả khoa học bởi nhà nấm học Mỹ Howard James Banker vào năm 1913. Pier Andrea Saccardo đặt loài này trong chi Hydnum vào năm 1925, trong khi Walter Henry Snell và Esther Amelia Dick đặt nó trong chi Calodon vào năm 1956; Hydnum peckii (Banker) Sacc. và Calodon peckii Snell & E.A. Dick là đồng nghĩa của Hydnellum peckii.
Tên khoa học được đặt để vinh danh nhà nấm học Charles Horton Peck. Tại vùng loài này sống chúng được biết đến dưới nhiều tên, bao gồm "strawberries and cream" (dâu và kem), "bleeding Hydnellum" (Hydnellum chảy máu), "red-juice tooth" (răng nước ép đỏ), "Peck's hydnum" (hydnum của Peck), "bleeding tooth fungus" (nấm chảy máu răng), và "devil's tooth" (răng quỷ).

## Sử dụng
Mặc dù quả thể của H. peckii được mô tả là "Bánh ngọt Đan Mạch phủ mứt dâu bên trên", và các loài Hydnellum nói chung không có độc, chúng vẫn không ăn được vì vị cực kỳ đắng. Thậm chí mẫu vật khô vẫn còn vị này.
Quả thể của Hydnellum được dùng làm phẩm nhuộm.